# 2017 UK44
2017 UK44 ist ein Asteroid, der zu den Erdnahen Asteroiden (Amor-Typ) zählt und am 29. Oktober 2017 im Rahmen des Catalina Sky Surveys (IAU-Code 703) entdeckt wurde.